# Lijst van rijksmonumenten in Broek in Waterland
De plaats Broek in Waterland telt 83 inschrijvingen in het rijksmonumentenregister. Hieronder een overzicht.
| Object | Oorspronkelijke functie?  | Bouwjaar                 | Architect | Locatie                | Coördinaten?                  | Nr.?   | Afbeelding                                                                       |
| --- | ------------------------- | ------------------------ | --------- | ---------------------- | ----------------------------- | ------ | -------------------------------------------------------------------------------- |
| Woonstalhuis met rechthoekig grondplan, onder zadeldak met haaks er op geplaatst schilddak                  | Boerderij                 | wellicht 18e eeuw        |           | Broekermeerdijk 15     | 52° 26' 0" NB, 4° 59' 33" OL  | 11008  | Meer afbeeldingen                                                                |
| Driebeukig houten huis                                                                                      | Woonhuis                  | 17e eeuw                 |           | Dorpsstraat 3          | 52° 26' 5" NB, 4° 59' 45" OL  | 11009  | Meer afbeeldingen                                                                |
| Z.G. Jugendstilpand                                                                                         | Woonhuis                  | 19e eeuw                 |           | Dorpsstraat 5          | 52° 26' 4" NB, 4° 59' 46" OL  | 11010  | Meer afbeeldingen                                                                |
| Eenvoudig houten huis onder zadeldak                                                                        | Woonhuis                  |                          |           | Dorpsstraat 11         | 52° 26' 3" NB, 4° 59' 48" OL  | 11011  | Meer afbeeldingen                                                                |
| Eenvoudig houten huis onder schilddak                                                                       | Woonhuis                  | 1860 (datering in plint) |           | Dorpsstraat 17         | 52° 26' 3" NB, 4° 59' 50" OL  | 11012  | Meer afbeeldingen                                                                |
| Eenvoudig houten huis onder schilddak                                                                       | Woonhuis                  |                          |           | Dorpsstraat 2          | 52° 26' 4" NB, 4° 59' 44" OL  | 11013  | Meer afbeeldingen                                                                |
| Houten huis                                                                                                 | Woonhuis                  | eerste kwart 19e eeuw    |           | Dorpsstraat 20         | 52° 26' 3" NB, 4° 59' 48" OL  | 11014  | Meer afbeeldingen                                                                |
| Zuidwijk | Woonhuis                  | laatste kwart 18e eeuw   |           | Eilandweg 7            | 52° 25' 60" NB, 4° 59' 53" OL | 11015  | Meer afbeeldingen                                                                |
| Rechthoekig houten huis met schilddak                                                                       | Woonhuis                  | 19e eeuw                 |           | De Erven 1             | 52° 26' 8" NB, 4° 59' 35" OL  | 11016  | Meer afbeeldingen                                                                |
| Swanenburgh: Houten paviljoentje                                                                            | Bijgebouwen kastelen enz. | laatste kwart 18e eeuw   |           | De Erven 3             | 52° 26' 7" NB, 4° 59' 35" OL  | 11017  | Meer afbeeldingen                                                                |
| Rechthoekig houten huis onder een schilddak                                                                 | Woonhuis                  | laatste helft 18e eeuw   |           | De Erven 5             | 52° 26' 6" NB, 4° 59' 35" OL  | 11018  | Meer afbeeldingen                                                                |
| Houten huis met puntgevel aan de voorzijde en pannen dak, aan de achterzijde schildvormig beëindigd         | Woonhuis                  | wellicht begin 19e eeuw  |           | De Erven 8             | 52° 26' 8" NB, 4° 59' 34" OL  | 11019  | Meer afbeeldingen                                                                |
| Houten huis                                                                                                 | Woonhuis                  | mogelijk 1654            |           | De Erven 10            | 52° 26' 7" NB, 4° 59' 35" OL  | 11020  | Meer afbeeldingen                                                                |
| Houten huis                                                                                                 | Woonhuis                  | 18e eeuw                 |           | De Erven 16            | 52° 26' 7" NB, 4° 59' 34" OL  | 11021  | Meer afbeeldingen                                                                |
| Pand als merkwaardig voorbeeld van art nouveau in de houtbouw                                               | Woonhuis                  |                          |           | De Erven 22            | 52° 26' 5" NB, 4° 59' 34" OL  | 11022  | Meer afbeeldingen                                                                |
| Eenvoudig houten huis met zadeldak                                                                          | Woonhuis                  |                          |           | De Erven 24            | 52° 26' 5" NB, 4° 59' 34" OL  | 11023  | Meer afbeeldingen                                                                |
| Houten theehuis met ten dele versierde daklijst en openslaande deuren met luiken                            | Woonhuis                  | derde kwart 19e eeuw     |           | De Erven 30            | 52° 26' 5" NB, 4° 59' 32" OL  | 11024  | Houten theehuis met ten dele versierde daklijst en openslaande deuren met luiken |
| Rechthoekig houten huis met schilddak                                                                       | Woonhuis                  |                          |           | De Erven 26            | 52° 26' 5" NB, 4° 59' 33" OL  | 11025  | Meer afbeeldingen                                                                |
| Houten huis                                                                                                 | Woonhuis                  |                          |           | De Erven 34            | 52° 26' 4" NB, 4° 59' 30" OL  | 11026  | Meer afbeeldingen                                                                |
| Houten dwarshuis onder hoog pannen schilddak met dakkapel versierd met vleugelstukken en fronton            | Dienstwoning              |                          |           | De Erven 38            | 52° 26' 5" NB, 4° 59' 25" OL  | 11027  | Meer afbeeldingen                                                                |
| Houten huis met puntgevel aan de straat                                                                     | Woonhuis                  |                          |           | Havenrak 1             | 52° 26' 9" NB, 4° 59' 39" OL  | 11028  | Meer afbeeldingen                                                                |
| Houten huis met L-vormige plattegrond                                                                       | Woonhuis                  |                          |           | Havenrak 5             | 52° 26' 8" NB, 4° 59' 39" OL  | 11029  | Meer afbeeldingen                                                                |
| Houten huis                                                                                                 | Woonhuis                  |                          |           | Havenrak 7             | 52° 26' 8" NB, 4° 59' 40" OL  | 11030  | Meer afbeeldingen                                                                |
| Kaasmakerij                                                                                                 | Woonhuis                  |                          |           | Havenrak 9             | 52° 26' 8" NB, 4° 59' 41" OL  | 11031  | Kaasmakerij                                                                      |
| Houten huis met bredere achterbouw onder een stelpdak                                                       | Woonhuis                  |                          |           | Havenrak 13            | 52° 26' 7" NB, 4° 59' 42" OL  | 11032  | Meer afbeeldingen                                                                |
| Houten huis                                                                                                 | Woonhuis                  |                          |           | Havenrak 23            | 52° 26' 7" NB, 4° 59' 42" OL  | 11033  | Meer afbeeldingen                                                                |
| Houten huis in l-vorm met hardstenen lantaarnpaal                                                           | Woonhuis                  |                          |           | Havenrak 25            | 52° 26' 6" NB, 4° 59' 44" OL  | 11034  | Meer afbeeldingen                                                                |
| Gebouw mede van belang                                                                                      | Woonhuis                  |                          |           | Havenrak 31            | 52° 26' 6" NB, 4° 59' 43" OL  | 11035  | Meer afbeeldingen                                                                |
| Gebouw met moderne stenen voorgevel, overigens oorspronkelijk met hoge kap                                  | Woonhuis                  |                          |           | Havenrak 33            | 52° 26' 6" NB, 4° 59' 44" OL  | 11036  | Gebouw met moderne stenen voorgevel, overigens oorspronkelijk met hoge kap       |
| Eenvoudig houten huis onder schilddak                                                                       | Woonhuis                  |                          |           | Havenrak 37            | 52° 26' 5" NB, 4° 59' 44" OL  | 11037  | Meer afbeeldingen                                                                |
| Eenvoudig houten huis onder zadeldak                                                                        | Woonhuis                  |                          |           | Keerngouw 3            | 52° 26' 10" NB, 4° 59' 39" OL | 11038  | Meer afbeeldingen                                                                |
| Houten hoekhuis                                                                                             | Woonhuis                  | 18e eeuw                 |           | Keerngouw 2            | 52° 26' 9" NB, 4° 59' 38" OL  | 11039  | Meer afbeeldingen                                                                |
| Houten huis, waaraan in betrekkelijk recente tijd van elders afkomstige onderdelen zijn toegepast           | Woonhuis                  |                          |           | Keerngouw 16           | 52° 26' 11" NB, 4° 59' 44" OL | 11040  | Meer afbeeldingen                                                                |
| Houten huis                                                                                                 | Woonhuis                  |                          |           | Kerkplein 11           | 52° 26' 9" NB, 4° 59' 37" OL  | 11041  | Meer afbeeldingen                                                                |
| Hervormde Sint-Nicolaaskerk                                                                                 | Kerk en kerkonderdeel     |                          |           | Kerkplein 13           | 52° 26' 10" NB, 4° 59' 36" OL | 11042  | Meer afbeeldingen                                                                |
| Tweebeukig houten huis                                                                                      | Woonhuis                  |                          |           | Kerkplein 2            | 52° 26' 11" NB, 4° 59' 35" OL | 11043  | Meer afbeeldingen                                                                |
| Rechthoekig houten huis met schilddak                                                                       | Woonhuis                  |                          |           | Kerkplein 6            | 52° 26' 11" NB, 4° 59' 36" OL | 11044  | Meer afbeeldingen                                                                |
| Driebeukig houten huis                                                                                      | Woonhuis                  |                          |           | Kerkplein 10           | 52° 26' 9" NB, 4° 59' 38" OL  | 11045  | Meer afbeeldingen                                                                |
| Rechthoekig houten huis met schilddak                                                                       | Woonhuis                  |                          |           | Kerkplein 12           | 52° 26' 9" NB, 4° 59' 35" OL  | 11046  | Meer afbeeldingen                                                                |
| Naast de brug ten westen van de kerk een hardstenen lantaarnpaal                                            | Straatmeubilair           |                          |           | Kerkplein tegenover 13 | 52° 26' 9" NB, 4° 59' 34" OL  | 11047  | Meer afbeeldingen                                                                |
| Eenvoudig houten huis onder zadeldak                                                                        | Woonhuis                  |                          |           | Laan 2                 | 52° 26' 3" NB, 4° 59' 45" OL  | 11048  | Meer afbeeldingen                                                                |
| Houten huis                                                                                                 | Woonhuis                  |                          |           | Laan 4                 | 52° 26' 3" NB, 4° 59' 45" OL  | 11049  | Meer afbeeldingen                                                                |
| Eenvoudig houten huis onder schilddak                                                                       | Woonhuis                  |                          |           | Laan 12                | 52° 26' 1" NB, 4° 59' 44" OL  | 11050  | Meer afbeeldingen                                                                |
| Eenvoudig ten dele houten huis onder zadeldak met top en schild                                             | Woonhuis                  |                          |           | Laan 16                | 52° 26' 0" NB, 4° 59' 45" OL  | 11051  | Meer afbeeldingen                                                                |
| Driebeukig houten huis                                                                                      | Woonhuis                  |                          |           | Laan 18                | 52° 26' 1" NB, 4° 59' 46" OL  | 11052  | Meer afbeeldingen                                                                |
| Houten huis                                                                                                 | Werk-woonhuis             |                          |           | Laan 22                | 52° 26' 1" NB, 4° 59' 47" OL  | 11053  | Meer afbeeldingen                                                                |
| Houten huis                                                                                                 | Woonhuis                  |                          |           | Laan 30                | 52° 26' 1" NB, 4° 59' 48" OL  | 11054  | Houten huis                                                                      |
| Houten huis                                                                                                 | Woonhuis                  |                          |           | Laan 38                | 52° 26' 1" NB, 4° 59' 48" OL  | 11055  | Meer afbeeldingen                                                                |
| Eenvoudig houten huis onder zadeldak                                                                        | Woonhuis                  |                          |           | Laan 44                | 52° 26' 2" NB, 4° 59' 49" OL  | 11056  | Meer afbeeldingen                                                                |
| Eenvoudig houten huisje onder zadeldak                                                                      | Woonhuis                  |                          |           | Leeteinde 1            | 52° 26' 10" NB, 4° 59' 33" OL | 11057  | Meer afbeeldingen                                                                |
| Rechthoekig houten huis met schilddak                                                                       | Woonhuis                  |                          |           | Leeteinde 3            | 52° 26' 17" NB, 4° 59' 36" OL | 11058  | Meer afbeeldingen                                                                |
| Houten stelphoeve 1785                                                                                      | Boerderij                 |                          |           | Leeteinde 5A           | 52° 26' 16" NB, 4° 59' 37" OL | 11059  | Meer afbeeldingen                                                                |
| Voormalig raadhuis                                                                                          | Bestuursgebouw en onderdl |                          |           | Leeteinde 2            | 52° 26' 10" NB, 4° 59' 34" OL | 11060  | Meer afbeeldingen                                                                |
| Driebeukig houten huis met bredere achterbouw                                                               | Woonhuis                  |                          |           | Leeteinde 4            | 52° 26' 11" NB, 4° 59' 34" OL | 11061  | Meer afbeeldingen                                                                |
| Houten huis                                                                                                 | Woonhuis                  |                          |           | Leeteinde 8            | 52° 26' 12" NB, 4° 59' 35" OL | 11062  | Meer afbeeldingen                                                                |
| Driebeukig houten huis                                                                                      | Woonhuis                  |                          |           | Leeteinde 10           | 52° 26' 12" NB, 4° 59' 34" OL | 11063  | Meer afbeeldingen                                                                |
| Bakstenen herenhuis met schilddak                                                                           | Woonhuis                  |                          |           | Leeteinde 12           | 52° 26' 13" NB, 4° 59' 35" OL | 11064  | Meer afbeeldingen                                                                |
| Het Broeker Huis                                                                                            | Sociale zorg, liefdadigh. |                          |           | Leeteinde 16           | 52° 26' 14" NB, 4° 59' 34" OL | 11065  | Meer afbeeldingen                                                                |
| Houten huis                                                                                                 | Woonhuis                  |                          |           | Leeteinde 20           | 52° 26' 15" NB, 4° 59' 35" OL | 11066  | Meer afbeeldingen                                                                |
| Houten huis met zadeldak                                                                                    | Woonhuis                  |                          |           | Molengouw 2            | 52° 25' 55" NB, 4° 59' 58" OL | 11067  | Meer afbeeldingen                                                                |
| Houten huis met zadeldak                                                                                    | Woonhuis                  |                          |           | Molengouw 4            | 52° 25' 55" NB, 4° 59' 58" OL | 11068  | Meer afbeeldingen                                                                |
| Houten huis met zadeldak en dakkapel aan de straat                                                          | Woonhuis                  |                          |           | Molengouw 6            | 52° 25' 55" NB, 4° 59' 59" OL | 11069  | Meer afbeeldingen                                                                |
| Houten huis in l-vorm                                                                                       | Woonhuis                  |                          |           | Roomeinde 1            | 52° 26' 10" NB, 4° 59' 32" OL | 11070  | Meer afbeeldingen                                                                |
| Houten huis in l-vorm                                                                                       | Woonhuis                  |                          |           | Roomeinde 7            | 52° 26' 12" NB, 4° 59' 31" OL | 11071  | Meer afbeeldingen                                                                |
| Houten huis                                                                                                 | Woonhuis                  |                          |           | Roomeinde 19           | 52° 26' 13" NB, 4° 59' 31" OL | 11072  | Meer afbeeldingen                                                                |
| Houten huis                                                                                                 | Woonhuis                  |                          |           | Roomeinde 23           | 52° 26' 14" NB, 4° 59' 31" OL | 11073  | Meer afbeeldingen                                                                |
| Houten huis met bredere achterbouw                                                                          | Woonhuis                  |                          |           | Roomeinde 29           | 52° 26' 14" NB, 4° 59' 32" OL | 11074  | Meer afbeeldingen                                                                |
| Houten huis met bredere achterbouw                                                                          | Woonhuis                  |                          |           | Roomeinde 37           | 52° 26' 15" NB, 4° 59' 32" OL | 11075  | Meer afbeeldingen                                                                |
| Houten huis voorzien van een neoclassicistisch pilastergeveltje met fronton                                 | Woonhuis                  |                          |           | Roomeinde 41           | 52° 26' 15" NB, 4° 59' 32" OL | 11076  | Meer afbeeldingen                                                                |
| Houten huis met aan de straat een puntgevel met fronton                                                     | Woonhuis                  |                          |           | Roomeinde 45           | 52° 26' 17" NB, 4° 59' 33" OL | 11077  | Meer afbeeldingen                                                                |
| Eenvoudig houten huisje met schilddak                                                                       | Woonhuis                  |                          |           | Roomeinde 2            | 52° 26' 10" NB, 4° 59' 33" OL | 11078  | Meer afbeeldingen                                                                |
| Eenvoudig houten huis met zadeldak                                                                          | Woonhuis                  |                          |           | Roomeinde 12           | 52° 26' 13" NB, 4° 59' 32" OL | 11079  | Meer afbeeldingen                                                                |
| Houten huis met stelpvormige achterbouw                                                                     | Woonhuis                  |                          |           | Roomeinde 14           | 52° 26' 13" NB, 4° 59' 32" OL | 11080  | Meer afbeeldingen                                                                |
| Huis met houten topgevel boven een latere onderbouw van baksteen, overigens nog in de oorspronkelijke staat | Woonhuis                  |                          |           | Roomeinde 22           | 52° 26' 14" NB, 4° 59' 32" OL | 11081  | Meer afbeeldingen                                                                |
| Houten huis                                                                                                 | Woonhuis                  |                          |           | Roomeinde 32           | 52° 26' 17" NB, 4° 59' 34" OL | 11082  | Meer afbeeldingen                                                                |
| Driebeukig houten huis                                                                                      | Woonhuis                  |                          |           | Zuideinde 6            | 52° 25' 58" NB, 4° 59' 53" OL | 11084  | Meer afbeeldingen                                                                |
| Eenvoudig houten huis                                                                                       | Woonhuis                  |                          |           | Zuideinde 8            | 52° 25' 57" NB, 4° 59' 53" OL | 11085  | Meer afbeeldingen                                                                |
| Houten huis met in de topgevel een vensteromlijsting                                                        | Woonhuis                  |                          |           | Zuideinde 8A           | 52° 25' 57" NB, 4° 59' 53" OL | 11086  | Houten huis met in de topgevel een vensteromlijsting                             |
| Houten huis                                                                                                 | Woonhuis                  |                          |           | Zuideinde 10           | 52° 25' 57" NB, 4° 59' 53" OL | 11087  | Meer afbeeldingen                                                                |
| Houten huis met puntgevel                                                                                   | Woonhuis                  |                          |           | Zuideinde 20           | 52° 25' 56" NB, 4° 59' 55" OL | 11088  | Meer afbeeldingen                                                                |
| Houten huis met puntgevel                                                                                   | Woonhuis                  |                          |           | Zuideinde 24           | 52° 25' 55" NB, 4° 59' 56" OL | 11089  | Meer afbeeldingen                                                                |
| Houten woonhuis op bakstenen voet                                                                           | Woonhuis                  | 18e eeuw                 |           | Havenrak 3             | 52° 26' 9" NB, 4° 59' 40" OL  | 333028 | Meer afbeeldingen                                                                |

## Voormalige rijksmonumenten
De plaats Broek in Waterland telt 1 verdwenen rijksmonumenten. Twee zijn er gesloopt en een is verplaatst.
| Object                      | Oorspronkelijke functie? | Bouwjaar | Architect | Locatie               | Coördinaten?                  | Nr.?   | Afbeelding  |
| --------------------------- | ------------------------ | -------- | --------- | --------------------- | ----------------------------- | ------ | ----------- |
| Dit pand bestaat niet meer. | Boerderij                |          |           | Leeteinde tegenover 8 | 52° 26' 12" NB, 4° 59' 35" OL | 364803 | Upload foto |